# 東急リゾート
東急リゾート株式会社（とうきゅうリゾート、英称:Tokyu Resort Corporation）は、東京都渋谷区道玄坂に本社を置く、東急不動産ホールディングスグループに属する別荘・リゾート専業の不動産販売会社。リゾート専業の不動産取り扱い企業として日本最大の規模を誇る。主に別荘地、一戸建て別荘、リゾートマンションの売買仲介のほかに、東急不動産やその他事業主が開発した新築物件の販売代理、会員制リゾートホテル「東急ハーヴェストクラブ」の販売代理、海外リゾート物件の取扱いなどを行っている。

## 概要
1978年より「東急リゾートタウン」のブランド名で、蓼科、浜名湖、勝浦でリゾート物件の販売を行ったのを皮切りに、箱根、草津、越後湯沢などの地域にも展開。1980年代に入り、リゾートが多くのライフスタイルの中に取り入れられるようになると需要が大幅に増加し、年間の取扱高が100億円を超えるまでになる。80年代中盤以降は投機を目的とした不動産購入の増加による急激な価格高騰が社会現象となるなか、中堅層をターゲットに物件購入よりも少ないコストでリゾートを体感できる東急不動産開発の「東急ハーヴェストクラブ（会員制リゾートホテル）」の販売を開始。
1989年以降は、関西、名古屋、北海道、沖縄へと活動エリアを広げ、さらに1995年以降は積極的に主要リゾートエリアに営業拠点を設け、2017年4月現在は14カ所の営業拠点で地域に密着した情報収集・販売活動を行っている。
2000年に入ると、企業保養所の再開発事業の展開や自社開発物件販売（買取再販業）を開始し、2011年から自社リノベーション物件の新ブランド「REWORTH（リワース）」、新築一戸建てブランド「LAXAGE（ラクサージュ）」を展開。また近年では、リゾートに関するメディアサイト「リゾートSTYLE」も運用しており、リゾート潜在層や検討層に向けた情報を展開している。
近年の所有だけにとどまらない資産運用や投資目的など多様化するリゾート需要に伴い、2007年に所有客室を運用できるホテルコンドミニアムの販売を開始、2014年にはハワイの現地エージェントとの提携を開始した。2016年からは全国の主要リゾートエリアに広がる拠点を活かし、海外からのインバウンド需要層に対して日本国内のリゾート物件の取り扱いを開始。2017年には、日本国内のインバウンド対応拠点として、国際的なリゾート地「ニセコ」にセールスオフィスを設置している。
東急ハーヴェストクラブにおいては、2008年よりゆとりある客室でプライベート感の高いシリーズ「VIALA」を販売開始し、近年はハーヴェストクラブとVIALAの一体型施設の販売も展開。2016年には全国主要リゾート地にネットワークを広げ、約24,000人の会員を有している。また2017年10月には、別荘感覚でプライベートな時間を愉しめる東急ハーヴェストクラブ初の戸建てタイプ「那須Retreat」が誕生した。
2018年に創立40周年を迎え、企業理念・コーポレートメッセージを策定し、「新しい東急リゾート」への変革に取り組んでいる。

## 沿革
- 1978年（昭和53年）- 東急不動産の100％出資子会社として設立。「東急リゾートタウン蓼科」販売開始。
- 1979年（昭和54年）- 「東急リゾートタウン浜名湖」「東急リゾートタウン勝浦」及び「東急天城高原」販売開始。
- 1981年（昭和56年）- 「箱根明神平」販売開始。
- 1982年（昭和57年）‐ 蓼科、浜名湖、勝浦でリゾートヴィラ販売開始。初めての単体リゾートマンション「ファミール・ヴィラ仙石原」販売開始。
- 1983年（昭和58年）- 「東急リゾートヴィラ箱根仙石原」販売開始。取扱高が100億円を超える。
- 1986年（昭和61年）- 草津地区初のリゾートマンション「スパックス草津」販売開始。
- 1987年（昭和62年）
  - 会員制リゾートホテル東急ハーヴェストクラブの第一弾「東急ハーヴェストクラブ蓼科」募集開始。
  - 湯沢地区初のリゾートマンション「ピステ湯沢」販売開始。
  - この年を境にリゾートマンションの供給ラッシュが始まる。

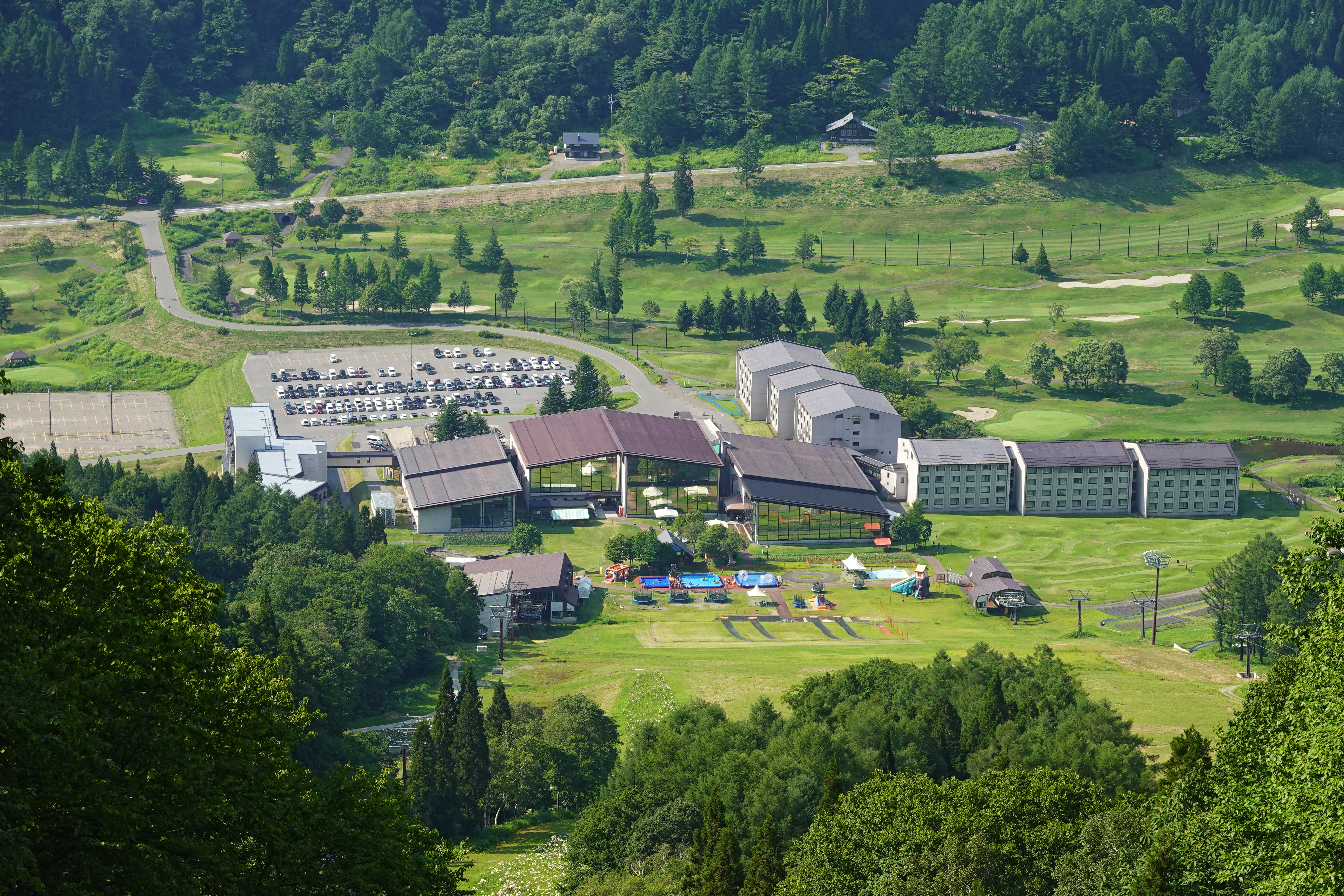
タングラム斑尾東急リゾート

- 1988年（昭和63年）- 創立10周年。法人会員制リゾートクラブ「タングラム斑尾東急リゾート」募集開始、翌年開業。
- 1990年（平成2年）
  - 関西支店開設。和歌山県南紀田辺でリゾートヴィラ販売開始、関西エリアへ進出。
  - 北海道で「マサリカップ東急ゴルフクラブ」募集開始、北海道エリアへ進出。
- 1991年（平成3年）- 東急ハーヴェストクラブ10ヶ所目となる「東急ハーヴェストクラブトラスト箱根明神平」募集開始。
- 1995年（平成7年）- 湯沢営業所開設。仲介取引の伸長が顕著となり、各地に営業所展開を始める。
- 1996年（平成8年）
  - 蓼科営業所及び箱根営業所を開設。
  - 「北海道ニセコノースヒルズ別荘地」販売開始。
- 1997年（平成9年）
  - 熱海営業所を開設。
  - 「東急カントリータウン阿蘇別荘地」販売開始、九州エリアへ進出。
- 1998年（平成10年）- 創立20周年。
- 1999年（平成11年）- 軽井沢営業所を開設。
- 2000年（平成12年）- 鴨川営業所開設。企業保養所の再開発事業（現・事業用不動産サービス）展開開始。
- 2001年（平成13年）
  - 熱海、軽井沢、箱根各エリアでリゾートマンション販売受託集中。
  - リゾートポータルサイト「e-Resortnet.com」開設（三洋電機と業務提携したリゾート地域情報サービス）。
- 2002年（平成14年）- 東急ハーヴェストクラブ20ヶ所目となる「東急ハーヴェストクラブ箱根甲子園」募集開始。
- 2003年（平成15年）
  - 創立25周年。伊豆高原営業所を開設。
  - CS活動を本格的に開始。CI実施（CUSTOMER FIRSTロゴ策定・CS活動方針策定）。
- 2004年（平成16年） - 自社物件販売（買取再販業）展開開始。
- 2005年（平成17年）- 伊勢志摩営業所、和歌山マリーナシティ営業所、那須営業所を開設。
- 2006年（平成18年）
  - 熱海、軽井沢、箱根他エリアでリゾートマンション販売受託集中。
  - 東急ハーヴェストクラブ初のVIALA施設となる「VIALA箱根翡翠」募集開始。
- 2007年（平成19年）- 沖縄にてリゾートマンションと初のホテルコンドミニアム「フチャクリゾート沖縄コンド・ホテルズ」（現・カフーリゾートフチャク コンド・ホテル）販売開始。
- 2008年（平成20年）- 創立30周年。
- 2009年（平成21年）- 有馬、館山、湯河原エリアでリゾートマンション販売開始。
- 2010年（平成22年）- 熱海、軽井沢エリアでリゾートマンション販売開始。
- 2011年（平成23年）- 浜名湖、山中湖、沖縄の各案内所を営業所として開設。自社別荘再生ブランド「REWORTH（リワース）」販売開始
- 2012年（平成24年）- 自社新築一戸建てブランド「LAXAGE（ラクサージュ）」販売開始。
- 2013年（平成25年）‐ 創立35周年。軽井沢、鬼怒川エリアでリゾートマンション販売開始。
- 2014年（平成26年）
  - ハワイ物件を取り扱い開始。
  - 沖縄にてホテルコンドミニアム販売開始。
  - 「住まいの安心カルテ」サービス開始。
- 2015年（平成27年）
  - 本社を港区南青山へ移転。
  - 軽井沢、熱海エリアでリゾートマンション販売開始。
  - 宮古島にてホテルコンドミニアム販売開始。
- 2017年（平成29年）
  - 会員制リゾートホテル東急ハーヴェストクラブ初の戸建てタイプとなる「那須Retreat」募集開始。
  - ニセコセールスオフィス開設。
- 2018年（平成30年）
  - 創立40周年
  - 沖縄にてホテルコンドミニアム販売開始
  - 秋谷にてリゾートマンション販売開始
  - ブランディング活動実施（企業理念・コーポレートメッセージ策定）
- 2019年（令和元年）- 本社を渋谷区道玄坂へ移転

## 事業所
本社
- 東京都渋谷区道玄坂1-10-8 渋谷道玄坂東急ビル

関東地区
- 那須営業所：栃木県那須郡那須町大字高久乙2862-1
- 鴨川営業所：千葉県鴨川市横渚1067-3亀屋ビル4F C
- 箱根営業所：神奈川県足柄下郡箱根町仙石原字下向103-1

中部地区
- 山中湖営業所：山梨県南都留郡山中湖村山中42-1
- 蓼科営業所：長野県茅野市北山字鹿山4026-2
- 軽井沢センター：長野県北佐久郡軽井沢町軽井沢東179-1
- 熱海センター：静岡県熱海市田原本町9-1熱海第一ビル8階
- 浜名湖営業所：静岡県浜松市浜名区三ヶ日町大崎字汐田372

近畿地区
- 和歌山マリーナシティ営業所：和歌山県和歌山市毛見1517-2 ソルカサ・デル・マール1F
- 関西事務所：大阪府大阪市中央区南船場4-4-3心斎橋東急ビル8F

沖縄地区
- 沖縄営業所：沖縄県那覇市首里池端町11番地1階